# Day of Wrath (película de 2006)
El Inquisidor (2006) es una película dirigida por Adrian Rudomin y protagonizada, entre otros, por Christopher Lambert y Blanca Marsillach.

## Argumento
El corregidor Ruy de Mendoza (Christopher Lambert) llega desde Amberes a un pueblo español. En 1492 fueron expulsados de España aquellos judíos que no quisieron convertirse al cristianismo y la Inquisición anduvo detrás de ellos. En la lucha contra el engaño y la traición, Ruy de Mendoza intentará revelar el secreto de una conspiración.
- Datos: Q1649734